# Clytellus laosicus
Clytellus laosicus är en skalbaggsart som beskrevs av J. Linsley Gressitt och Yves Rondon 1970. Clytellus laosicus ingår i släktet Clytellus och familjen långhorningar.
Artens utbredningsområde är Laos. Inga underarter finns listade i Catalogue of Life.